# Mount Stadler
Mount Stadler ist ein Berg im ostantarktischen Enderbyland. Er ragt 4 km südöstlich des Mount Cordwell und 37 km südsüdwestlich des Stor Hånakken auf. 
Luftaufnahmen, die 1957 im Rahmen der Australian National Antarctic Research Expeditions angefertigt wurden, dienten seiner Kartierung. Das Antarctic Names Committee of Australia benannte ihn nach Joseph „Sepp“ Stadler, Wetterbeobachter auf der Wilkes-Station im Jahr 1961.